# Sigari Montecristo

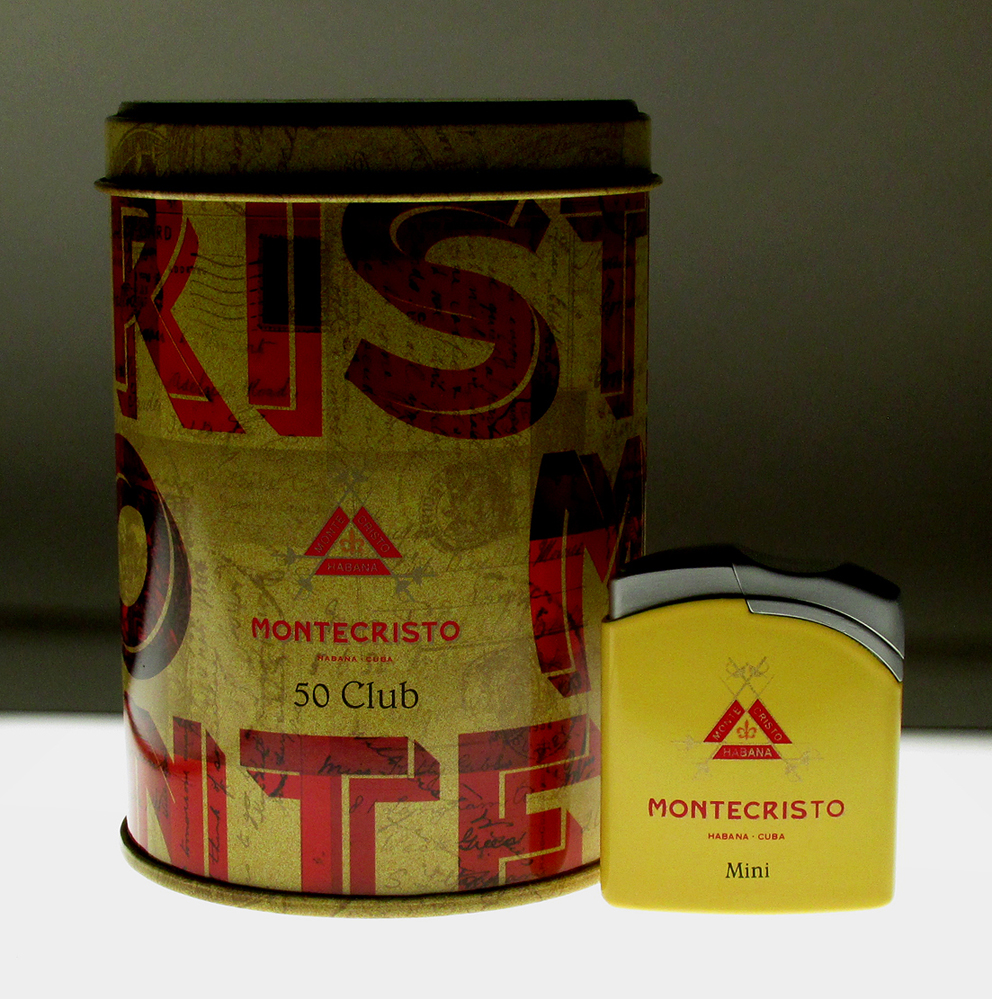
Montecristo Club.

Montecristo è una delle marche di sigari più famose ed apprezzate nel mondo.

## Storia
Fondata nel 1935 dall'asturiano Alonso Menendez e dal conterraneo Pepe Garcia, la marca deve probabilmente il suo nome al libro Il conte di Montecristo di Alexandre Dumas. Ciò in ossequio alla tradizione delle fabbriche di sigari cubane di intrattenere i torcedores (lett. arrotolatori, ovvero coloro che producono il sigaro) con la lettura di un libro.
Con il successo dei sigari Montecristo, la Compagnia creata da Menendez e Garcia diventerà sempre più potente permettendo anche l'acquisizione della famosa marca H. Upmann. Ciò ovviamente fino alla rivoluzione cubana di Fidel Castro che nazionalizzò anche quest'azienda. A tutt'oggi Montecristo è infatti di proprietà di Habanos, la società al 51% del Governo cubano ed al 49% della multinazionale del tabacco franco-spagnola Altadis.
È noto che il Montecristo n.4 fu il sigaro in assoluto il preferito e più fumato da Che Guevara, sebbene egli fosse asmatico e soffrisse di problemi respiratori. Proprio questo sigaro è da molti anni il più venduto avana al mondo. Pare inoltre che la Montecristo fosse la marca preferita in assoluto dall'attore Christopher Lee. In particolare preferiva i Montecristo n.1 e i "Lonsdale". Un celebre aneddoto racconta che una volta disse: "Cosa sono questi? Io non fumo sigari come questi, io fumo solo Montecristo!" come risposta a un'offerta di fumare un tipo diverso di sigari.

## Oggi

### Cuban Montecristo
Il Montecristo No. 2 è il sigaro più popolare nel mercato mondiale. Nel 2004 è stato introdotto l'Edmundo, un sigaro di grandi dimensioni di tipo robusto, chiamato così in onore dell'eroe del romanzo di Dumas Il conte di Montecristo, Edmond Dantès.
Il Montecristo No. 4 è il sigaro cubano più venduto. È un sigaro che richiede da mezz'ora a un'ora di fumata ed è generalmente considerato un ottimo punto di partenza per coloro che si avvicinano per la prima volta ai sigari cubani. Il Montecristo No. 4 era il sigaro preferito dal leader rivoluzionario argentino Che Guevara.
Montecristo è regolarmente selezionato per essere presentato nella selezione annuale Edición Limitada di Habanos SA con un involucro scuro e vissuto e rilascia numerose edizioni limitate di sigari per occasioni speciali, anniversari, il Festival del Habano annuale, opere di beneficenza, ecc.
Nel 2007, è stato rilasciato un sigaro chiamato Edmundo Dantes Conde 109 come parte della serie delle edizioni regionali di Habanos. Tutte le scatole delle serie delle edizioni regionali sono numerate e le produzioni sono limitate. Esso utilizza una miscela Montecristo e si crede che abbia un nome diverso a causa di problemi di diritti di marchio in Messico. All'IX Festival de Habano, Habanos SA ha annunciato il Montecristo No. 4 Reserva Cosecha 2002. Questo sigaro è arrotolato nella stessa vitola del Montecristo No. 4 e contiene tabacco Vuelta Abajo del raccolto del 2002 invecchiato per almeno cinque anni prima di essere arrotolato nel sigaro. Sono disponibili solo 5.000 scatole laccate nere e ogni scatola è numerata.
Una nuova linea dal corpo più leggero è stata rilasciata all'XI Festival del Habano nel febbraio 2009. Il nome pianificato per la nuova linea era Sport, ma a causa dei regolamenti dell'UE che proibiscono la promozione del tabacco con immagini sportive, il nome è stato cambiato in Open con nomi di vitola ispirati a sport come il golf e la vela.
Nel 2011, Habanos SA ha annunciato al XIII Festival del Habano il primo Gran Reserva mai realizzato per il Montecristo, il Montecristo No. 2 Gran Reserva Cosecha 2006. Questo sigaro speciale è arrotolato nella stessa vitola del leggendario Montecristo No.2 Pirámides e contiene tabacco Vuelta Abajo del raccolto del 2005 invecchiato per almeno cinque anni prima di essere arrotolato nei sigari. Sono disponibili solo 5.000 scatole densamente laccate e ogni scatola è numerata.
L'ottantesimo anniversario del marchio Montecristo è stato celebrato nel marzo 2015 al VII Festival del Habano. Habanos SA ha presentato il Montecristo 80 Anniversario al festival. Questo sigaro esclusivo è contenuto in una semplice e lucida scatola marrone scuro che contiene 20 sigari. Sono state prodotte solo 30.000 scatole. È stato rilasciato nell'agosto 2016.
Montecristo produce anche tre cigarillo di produzione industriale: il Mini, il Club e il Purito.

## Varietà
Elenco dei sigari Montecristo della serie Classica, escluse le edizioni limitate:
- Serie A (vitola Gran Corona - Lunghezza 235mm, Diametro di 18,65mm);
- Montecristo No.1 (vitola Cervante - Lunghezza 165mm, Diametro di 16,67mm);
- Montecristo No.2 (vitola Piramide - Lunghezza 156mm, Diametro 20,64mm);
- Montecristo No.3 (vitola Corona - Lunghezza 142, Diametro 16,67mm);
- Montecristo No.4 (vitola Mareva - Lunghezza 129mm, Diametro 16,67mm);
- Montecristo No.5 (vitola Perla - Lunghezza 102mm, Diametro 15,87mm);
- Especial No.1 (vitola Laguito No.1 - Lunghezza 192mm, Diametro 15,08mm);
- Especial No.2 (vitola Laguito No.2 - Lunghezza 152mm, Diametro 15,08mm);
- Joyita (vitola Laguito No.3 - Lunghezza 114mm, Diametro 10,32mm);
- Tubos (vitola Corona Grande - Lunghezza 155mm, Diametro 16,67mm);
- Petit Tubos (vitola Mareva - Lunghezza 129mm, Diametro 16,67mm);
- Edmundo (vitola Edmundo - Lunghezza 135mm, Diametro 20,64mm);
- Petit Edmundo (vitola Petit Edmundo - Lunghezza 111mm, Diametro 20,64mm);